# François Aubry
Pour les articles homonymes, voir François Aubry (architecte) et Aubry.
François Aubry, né le 12 décembre 1747 à Paris et mort le 17 juillet 1798 à Démérara (Guyane néerlandaise), est un général et homme politique de la Révolution française.

## Biographie

### Formation militaire et débuts en politique
D'une famille tourangelle, né à Paris, François Aubry est le fils de Nicolas Marie Aubry (1714-1760), maître ordinaire en la Chambre des comptes de Paris, et de Marie-Anne Leroux, ainsi qu'un cousin de Joseph Robert Aubry-Patas. Il fait ses études dans la capitale puis opte pour la carrière militaire. Il est ainsi formé à l’École royale d’artillerie de La Fère. Il est capitaine d’artillerie lorsque éclate la Révolution. Il prend parti pour les idées nouvelles et devient l’un des chefs des « patriotes » de Nîmes. Il est nommé en 1789 colonel dans la garde nationale nîmoise. En 1791, il entre dans la gendarmerie du Gard avant d'être promu adjudant-général à Dijon.

### Le député girondin
Aubry est élu, le cinquième sur huit, député du département du Gard à la Convention nationale le 6 septembre 1792 par 315 voix sur 492 votants. Il est élu membre du Comité de la Guerre. Le 18 février, il fait une proposition sur le recrutement des armées. 
Aubry siège sur les bancs de la Gironde. Au procès de Louis XVI, il vote la mort du roi avec appel au peuple et avec sursis jusqu'à la ratification de la Constitution. Il vote en faveur de la mise en accusation de Marat, qui le dénonce dans son journal Le Publiciste de la République française. Il vote en faveur du rétablissement de la Commission des Douze. Signataire de la protestation contre l'insurrection du 2 juin, au terme de laquelle vingt-deux députés girondins ont été arrêtés, il est décrété d'arrestation ainsi que soixante-douze de ses collègues le 3 octobre 1793 par Amar au nom du Comité de Sûreté générale.  

### La réaction thermidorienne

#### Retour à la Convention
Less protestataires sont libérés et réintégrés à la Convention à la faveur du décret du 18 frimaire an III (8 décembre 1794). Aubry s'impose, avec son collègue Henry-Larivière, comme l'un des chefs de file du courant royaliste. Il entre au comité militaire dont il devient un membre éminent et fait rendre deux décrets, l’un sur les transports militaires, l’autre sur l’organisation du génie. Il réorganise également la Garde nationale et y interdit le remplacement, afin que celle-ci ne soit constituée que de bourgeois.

#### Au Comité de Salut Public
Aubry siège au Comité de Salut public entre le 15 germinal et le 15 thermidor an III (entre le 4 avril et le 2 août 1795) où il se charge des questions militaires. Il en profite pour effectuer une véritable purge, éliminant soixante-quatorze officiers et généraux jacobins comme Bonaparte et Masséna pour les remplacer par des royalistes. Considérant le futur empereur comme un robespierriste, il le nomme chef de brigade d'infanterie en Vendée et, Bonaparte ayant refusé, le raye des cadres. Il crée la légion de police de Paris et place à sa tête des officiers royalistes. Enfin, il s'acharne à dénoncer Carnot et Prieur de la Côte d'Or, ses prédécesseurs au Comité de l'an II.
Aubry participe aussi très activement à la répression de l’insurrection populaire du 1er prairial an III (20 mai 1795) : il fait décréter la peine de mort contre quiconque ferait battre la générale, licencie la gendarmerie des tribunaux pour « terrorisme » et dirige lui-même les opérations militaires dans Paris. Une fois le calme revenu, il obtient diverses récompenses pour le général Menou et ses hommes, ainsi que la création d’un camp militaire aux abords de Paris. Profitant de sa position, il n’hésite pas à s’octroyer le grade de général de division, ce qui va causer sa chute.
En effet la mainmise de ce royaliste sur les forces armées de la république rend son élimination du Comité nécessaire à tous les républicains. Le 1er août 1795, le girondin Quirot et le jacobin Antoine Dubois de Bellegarde le dénoncent pour son auto-promotion et pour avoir peuplé l’institution militaire d’officiers royalistes. Aubry doit démissionner le lendemain 2 août, pour être remplacé par un autre réactionnaire, Doulcet de Pontécoulant.

#### Le 13 vendémiaire
Peu après il demande que les députés des futurs Conseils soient nommés par les assemblées électorales, afin de favoriser les candidats de droite. Il refuse aussi que les militaires présents à Paris s’assemblent pour accepter la constitution de peur qu’ils soient des déserteurs. Aubry souhaite en effet désormais garder l’armée hors de Paris afin de protéger les sections peuplées de royalistes. Après les évènements de vendémiaire, il se retrouve gravement menacé pour ses liens avec les rebelles, mais aussi pour son passage désastreux au Comité. Rendu responsable des échecs militaires sur le Rhin, il est décrété en état d’arrestation le 22 octobre 1795, mais le succès royaliste aux élections législatives rend cette décision caduque. Lui-même réélu par le Gard, il peut siéger au Conseil des Cinq-Cents.

### Le Directoire

#### Le député clichyen
Aubry poursuit sous le Directoire la ligne politique qu'il s'est tracée sous la Convention. Royaliste patenté, il est un des principaux animateurs du Club de Clichy.
Le 2 juillet 1796, il présente devant l'assemblée un rapport dans lequel il dénonce la subordination des commissaires de guerre aux généraux. Le 28 août, il soutient l'amnistie générale proposée par Camus, ajoutant que la Révolution avait été entachée d'une multitude de crimes, puis demande la suppression de la loi du 3 brumaire[Quoi ?]. Plus tard, il se fait remarquer en rédigeant un code pénal militaire qui reste en partie en vigueur de nombreuses années. Il présente aussi un mode d'établissement des conseils de guerre.
Après le triomphe des royalistes lors des élections de l'an V, il entre au comité militaire du Conseil des Cinq-Cents, où il retrouve d'autres clichyens comme Pichegru et Willot. Il y attaque les généraux républicains Bonaparte et Hoche. Afin de hâter le retour de la monarchie, il tente avec ses amis de priver le Directoire du contrôle sur les institutions fiscales et militaires. Il propose d'instaurer un code de justice militaire et rapporte ce projet devant le Conseil. 
Membre du comité chargé d'assurer la garde du Conseil, il s'inquiète des projets de coup d'État du Directoire et de la présence de l'armée d'Augereau dans Paris.

#### Déportation, fuite et décès
Arrêté par Augereau lors du 18 fructidor avec les autres députés royalistes, Aubry est condamné à la déportation. Embarqué à Rochefort, il parvient à s’évader une fois arrivé en Guyane avec sept compagnons dont Pichegru et l'ancien directeur Barthélémy. Mais il meurt peu après son arrivée au Suriname, le 17 juillet 1798. Il avait cinquante ans. 

## Sources
- « François Aubry », dans Adolphe Robert et Gaston Cougny, Dictionnaire des parlementaires français, Edgar Bourloton, 1889-1891 [détail de l’édition]
- Georges Lefebvre,  La France sous le Directoire (1795-1799), Paris, Éditions sociales, 1977.
- Albert Soboul, Dictionnaire historique de la Révolution française, Paris, PUF, 2005.
- Bernard Gainot, Dictionnaire des membres du comité de Salut Public : Dictionnaire analytique biographique et comparé des 62 membres du Comité de Salut Public, Paris, Tallandier, 1990, 163 p. (ISBN 9782235018524), p. 81-82.